# Кнут Биргерссон
Кнут Биргерссон (швед. Knut Birgersson, др.-сканд. Knútr Birgisson; ум. 31 декабря 1208, Кунгслена) — верховный ярл Швеции, который жил в XII веке. Был старшим сыном Биргера Бросы, происходил из Дома Бельбу.

## Биография
Кнут Биргерссон, очевидно, был назначен верховным ярлом в последние годы правления короля Швеции Сверкера II. Это произошло несмотря на то, что Сверкер объявил своего младшего сына Юхана Сверкерссона верховным ярлом после смерти Биргера Бросы, пытаясь утвердить Юхана своим королевским преемником и уменьшить власть высшего дворянства, фактически отменив должность верховного ярла, поэтому ни один взрослый благородного происхождения не мог его занять. Юхан Сверкерссон был племянником Кнута Биргерссона, рождённого его сестрой Ингегерд Биргерсдоттер. Источники умалчивают о том, как и почему Кнут стал ярлом при жизни Юхана, судя по всему он либо получил должность в результате компромисса с королём Сверкером, либо Сверкер действительно нуждался в эффективном верховном ярле на своей стороне.
Согласно одному из источников, ярл Кнут был женат на дочери короля Швеции Кнута I по имени Сигрид Кнутсдоттер. Тот же источник утверждает, что сын Кнута Магнус Брока был рождён от Сигрид. Ярл Кнут был убит в 1208 году в битве под Леной, где король Сверкер потерял свой трон в пользу выжившего сына Кнута Эрика X, ставшего новым королём Швеции.

## Дети
- Магнус Брока
- Сесилия Кнутсдоттер